# Saison 1 de Grand Galop
Cet article présente le guide des épisodes de la première saison du feuilleton télévisé Grand Galop.

## Épisode 1:Bienvenue au club
- France : Gulli et Planète Juniors, en 2006.
- Australie : ABC, le 6 février 2001.

## Épisode 2:Sauvetage
- France : Gulli et Planète Juniors, en 2006.
- Australie : ABC, en 2001.

- Dr. Judy Barker
- M. McLeod

## Épisode 3:La course d'obstacle (Partie 1)
- France : Gulli et Planète Juniors, en 2006.
- Australie : ABC, en 2001.

## Épisode 4:La course d'obstacle (Partie 2)
- France : Gulli et Planète Juniors, en 2006.
- Australie : ABC, en 2001.

Cobalt, le cheval de Veronica, revient au camp au grand galop et tout tremblant, alertant le groupe qu'il s'est passé quelque chose. Max décide de partir à la recherche de Veronica. Malgré l'interdiction de quitter le camp, Carole, Stéphanie et Lisa, ainsi que Phil partent rechercher Veronica de leur côté. Phil et Stéphanie trouvent n'importe quelle excuse pour se chamailler. À un endroit où le chemin se coupe en deux routes différentes (le sentier principal et une route plus sinueuse), Stéphanie propose de prendre le chemin sinueux, contre l'avis des trois autres, qui eux, préfèrent prendre le chemin principal pour ne pas se perdre. Stéphanie explique alors que le meilleur moyen de retrouver quelqu'un qui s'était perdu était de se perdre également et prend le chemin sinueux toute seule, bien décidée à contredire les idées de Phil. Carole conseille à Phil de suivre Stéphanie, alors qu'elle et Lisa continuent sur le chemin principal. Après un nouveau désaccord, Phil décide de rebrousser chemin, mais il se rend soudain compte qu'ils tournent en rond depuis un certain temps. Ils se sont effectivement perdus et il leur devient impossible de retrouver le chemin par lequel ils sont venus... Veronica, de son côté, s'est réveillée et tente de retrouver son chemin à pied, sans sembler se préoccuper de ce qui a pu arriver à son cheval. En s'aventurant sur les sentiers, elle glisse et roule dans un gouffre. Elle tombe sur une meute de chiens sauvages et se fait attaquer. Stéphanie et Phil arrivent au même moment et tentent de s'interposer entre les chiens et Veronica, en les repoussant avec des bouts de bois. Veronica, elle, ne peut plus bouger et semble s'être foulé la cheville en roulant. Les chiens arrivent de plus en plus nombreux et il devient impossible à Stéphanie et Phil de se défendre face à toutes les bêtes. Alors que Phil, Stéphanie et Veronica semblaient dans de sérieux ennuis, Lisa et Carole arrivent avec leurs chevaux et Lisa utilise le sifflet que sa mère lui avait donné juste avant de quitter le Pin Creux, faisant fuir tous les chiens sauvages. Max arrive peu de temps après et examine Veronica qui n'a apparemment rien de grave, si ce n'est que son amour-propre en a pris un coup. Max lui suggère de remercier les trois filles ainsi que Phil, ce qu'elle fait bien à contrecœur.

## Épisode 5:Allez, au galop
- France : Gulli et Planète Juniors, en 2006.
- Australie : ABC, en 2001.

## Épisode 6:Le Jeu de piste
- France : Gulli et Planète Juniors, en 2006.
- Australie : ABC, en 2001.

- Greg

## Épisode 7:Une jument capricieuse
- France : Gulli et Planète Juniors, en 2006.
- Australie : ABC, en 2001.

## Épisode 8:Silence on tourne
- France : Gulli et Planète Juniors, en 2006.
- Australie : ABC, en 2001.

- Sky Ransom

## Épisode 9:Le Pensionnat
- France : Gulli et Planète Juniors, en 2006.
- Australie : ABC, en 2001.

- Madame Atwood

## Épisode 10:L'Apprentissage de la vie (Partie 1)
- France : Gulli et Planète Juniors, en 2006.
- Australie : ABC, en 2001.

- Dr. Judy Barker

## Épisode 11:L'Apprentissage de la vie (Partie 2)
- France : Gulli et Planète Juniors, en 2006.
- Australie : ABC, en 2001.

- Dr. Judy Barker

## Épisode 12:Concurrence déloyale
- France : Gulli et Planète Juniors, en 2006.
- Australie : ABC, en 2001.

- Jake

## Épisode 13:Quand l'amour s'en mêle
- France : Gulli et Planète Juniors, en 2006.
- Australie : ABC, en 2001.

## Épisode 14:La Trahison
- France : Gulli et Planète Juniors, en 2006.
- Australie : ABC, en 2001.

- Liam

## Épisode 15:La Naissance d'un poulain
- France : Gulli et Planète Juniors, en 2006.
- Australie : ABC, en 2001.

- Dr. Judy Barker
- Tina

## Épisode 16:Le Cheval volant
- France : Gulli et Planète Juniors, en 2006.
- Australie : ABC, en 2001.

- Madame Marsten

## Épisode 17:La grande compétition
- France : Gulli et Planète Juniors, en 2006.
- Australie : ABC, en 2001.

- John Brystar
- Mégane

## Épisode 18:La Légende de Belle (Partie 1)
- France : Gulli et Planète Juniors, en 2006.
- Australie : ABC, en 2001.

- John Brystar
- Mégane

## Épisode 19:La Légende de Belle (Partie 2)
- France : Gulli et Planète Juniors, en 2006.
- Australie : ABC, en 2001.

- Andrea

## Épisode 20:Un mauvais pari
- France : Gulli et Planète Juniors, en 2006.
- Australie : ABC, en 2001.

## Épisode 21:Un trait sur le passé
- France : Gulli et Planète Juniors, en 2006.
- Australie : ABC, en 2001.

- Jake

## Épisode 22:Le Journal intime de Lisa
- France : Gulli et Planète Juniors, en 2006.
- Australie : ABC, en 2001.

- Madame Atwood

## Épisode 23:Le Cavalier sans tête
- France : Gulli et Planète Juniors, en 2006.
- Australie : ABC, en 2001.

- Sam
- Mégane

## Épisode 24:Silence, on chuchote
- France : Gulli et Planète Juniors, en 2006.
- Australie : ABC, en 2001.

- Jerry Corman

## Épisode 25:Un cadeau sans prix (Partie 1)
- France : Gulli et Planète Juniors, en 2006.
- Australie : ABC, en 2001.

Max, Deborah, Lisa
- Invité(es)

## Épisode 26:Un cadeau sans prix (Partie 2)
- France : Gulli et Planète Juniors, en 2006.
- Australie : ABC, en 2001.